# Hime japonica
Hime japonica är en fiskart som först beskrevs av Günther, 1877.  Hime japonica ingår i släktet Hime och familjen Aulopidae. Inga underarter finns listade i Catalogue of Life.